# Orbis (revista)
Orbis es el nombre de una publicación periódica gratuita editada por la Asociación Diplomática y Consular de Colombia, que constituye el órgano oficial impreso de la misma. 

## Historia
Orbis es la sucesora de Notas de Diplomacia, que apareció con regularidad entre los años 1981 y 2000, en un formato estándar que se caracterizaba por el color verde de su portada y contraportada.
La Junta Directiva de la Asociación del período 1999-2000, presidida por la embajadora Melba Martínez López, decidió por unanimidad implantar profundos cambios en la revista editada hasta entonces. Mediante el acuerdo 003 del 30 de agosto de 2000, se aprobaron reformas en el tamaño, la estructura y la denominación de la publicación y se acordó ampliar el espectro de potenciales autores de artículos. El primer número de la revista, con el nuevo nombre de Orbis, apareció en octubre de 2000. Nuevas reformas en la presentación de la publicación se adoptaron en las ediciones de diciembre de 2005 y enero de 2007.

## Características

### Contenido
La revista trata temas relativos a política exterior, relaciones internacionales, economía, historia diplomática y actualidad internacional, desde una perspectiva analítica y crítica encaminada a estimular la reflexión. También trata aspectos relativos al estado actual, evolución y retos de la carrera diplomática en Colombia.
y tiene cara de puerco
no hagan nada larguen esto

### Presentación
Su formato es de 21 x 27,5 cm y su volumen oscila alrededor de las 80 páginas. La portada constituye una vitrina para el arte contemporáneo colombiano y en cada número se presenta una obra (o un detalle de ella) de algún artista plástico nacional de renombre. 

### Independencia
Aunque un número importante de contribuyentes a la revista son funcionarios del Ministerio de Relaciones Exteriores de Colombia, la publicación aboga por la independencia de los articulistas, por lo que las opiniones vertidas en la revista no reflejan una posición oficial.

### Estructura
La estructura de la revista ha variado ligeramente en algunas ediciones, pero el esquema básico siempre incluye: Una página inicial con la tabla de contenido; una página que ilustra la membresía de la Junta Directiva de la Asociación al momento de cierre de la edición; una nota editorial; el cuerpo de la revista propiamente dicho, es decir, los artículos seleccionados; y una sección adicional que en ocasiones trae información sobre eventos, reseñas o recomendaciones bibliográficas.

### Autores
Orbis ha publicado contribuciones de diplomáticos de carrera colombianos, candidatos presidenciales, diplomáticos extranjeros acreditados en Colombia, académicos, investigadores, y parlamentarios, entre otros. El proceso de selección de artículos está a cargo del Comité Editorial de la Asociación, conformado por cinco funcionarios inscritos en el escalafón de la carrera diplomática y consular colombiana, quienes realizan su labor ad honorem.

### Periodicidad
No existe una periodicidad determinada para la revista, pero se publica al menos una vez al año. Rara vez se ha alcanzado un número superior a tres ejemplares en un mismo año.

### Ámbito
La revista está dirigida a lectores interesados en temas de relaciones internacionales a la luz de su vínculo con Colombia. Aunque la Asociación no maneja una lista de suscriptores por tratarse de una publicación gratuita, Orbis es habitualmente distribuida entre funcionarios del Ministerio de Relaciones Exteriores de Colombia, incluidos aquellos que se desempeñan en embajadas y consulados colombianos en el exterior, parlamentarios, miembros de la rama judicial, miembros del cuerpo diplomático acreditado en Colombia, diplomáticos de carrera en retiro, personalidades de la vida nacional, ex Cancilleres de la República y medios de comunicación. Así mismo, la Asociación envía ejemplares de la revista a las principales bibliotecas públicas de Colombia, así como a universidades que cuentan con facultades de relaciones internacionales, academias diplomáticas de países latinoamericanos y asociaciones o gremios de funcionarios de carrera diplomática en el mundo entero. 
Además de la edición impresa, el contenido de los artículos es divulgado también a través del portal de la Asociación en internet.

### Tiraje
El tiraje habitual de Orbis es de 2.000 ejemplares.

## Enlaces
- http://www.diplomaticos-colombia.org/

- Datos: Q6051930